# Dakota (langue)
 (novembre 2015).
Pour les articles homonymes, voir Dakota.
La SIL International classifie comme langue dakota les dialectes parlés par les tribus amérindiennes qui s’appellent, de la même façon, Dakotas, et qui font partie de la plus large nation sioux.

## Controverses de classification
- Si vous ne connaissez pas le sujet, laissez ce bandeau (vous pouvez alors contacter les auteurs).
- Si vous supprimez le contenu mis en cause (vous pouvez préalablement contacter les auteurs),

argumentez précisément cette suppression dans la page de discussion
(un manque de référence n'est pas un argument ; une recherche réelle de référence doit avoir été effectuée, être formellement documentée).
Sur la base des acquisitions de la linguistique siouane des dernières décennies, le choix du SIL de classifier une seule langue dakota paraît plutôt artificieux. En effet, à partir du tout dernier dictionnaire lakota de Jan Ullrich, qui déclare explicitement « incorporer les dialectes dakotas », et non la langue dakota, il est évident que nul élément particulier ne dérive (hormis le nom), qui pourrait relier d’une façon substantielle les deux différents dialectes dakotas, le « santee-sisseteton » et le « yankton-yanktonai », et qui donc permettrait de les classifier, à juste titre, comme une unité linguistique séparée par rapport au troisième des dialectes les plus proches de la chaine linguistique sioux, le lakota. Il s’ensuit logiquement qu’il faudrait classifier singulièrement ISO 639-3, outre le même lakota (lkt), les deux dialectes dakotas (et l’on suivrait ainsi jusqu’au bout les résultats des études de Parks et DeMallie), ou bien il faudrait classifier une unité linguistique dakota-lakota unique, comprenant les trois dialectes sioux en tant que (plus ou moins) mutuellement intelligibles. 

## Dialectes
Ainsi que déjà signalé, le dakota embrasse deux dialectes principaux, dont chacun est à son tour subdivisé en deux sous-dialectes (outre variantes locales ultérieures), comme il est ensuite indiqué: 
1. Dakota oriental (aussi appelé Santee-Sisseton ou, comme endonyme, Dakhóta) 
  - Santee (Bdewákhatuŋwaŋ, Waȟpékhute)
  - Sisseton (Sisítuŋwaŋ, Waȟpétuŋwaŋ)
2. Dakota occidental (aussi appelé Yankton-Yanktonai ou, comme endonyme, Dakȟóta, et traditionnellement classifié d’une façon tout à fait erronée, comme nakota) 
  - Yankton (Iháŋktȟuŋwaŋ)
  - Yanktonai (Iháŋktȟuŋwaŋna) 
    - Upper Yanktonai (Wičhíyena)

Les deux dialectes diffèrent phonologiquement, grammaticalement et, d’une large mesure, lexicalement aussi. Ils sont mutuellement compréhensibles d’une manière étendue, même si le dakota occidental est lexicalement plus proche du lakota, avec qui donc le degré de réciproque intelligibilité est supérieur.

## Phonologie

### Voyelles
Le dakota compte cinq voyelles orales, /a e i o u/, et trois voyelles nasales, /aŋ iŋ uŋ/. 
|          |         | antérieures | centrales | postérieures |
| -------- | ------- | ----------- | --------- | ------------ |
| fermées  | orales  | i           |           | u            |
| fermées  | nasales | iŋ          |           | uŋ           |
| moyennes |         | e           |           | o            |
| ouvertes | orales  |             | a         |              |
| ouvertes | nasales |             | aŋ        |              |

### Consonnes
Le tableau suivant classifie toutes les consonnes qui se trouvent dans l’alphabet dakota :
|            |                      | bilabiales        | alvéolaires       | post-alvéolaires | palatales | vélaires          | uvulaires | glottales |
| ---------- | -------------------- | ----------------- | ----------------- | ---------------- | --------- | ----------------- | --------- | --------- |
| nasales    | nasales              | m [m]             | n [n]             |                  |           |                   |           |           |
| occlusives | sourdes non aspirées | p [p]             | t [t]             | č [tʃ]           |           | k [k]             |           | ’ [ʔ]     |
| occlusives | voisées              | b [b]             | d [d]             |                  |           | g [ɡ]             |           |           |
| occlusives | aspirées             | ph [pʰ] / pȟ [pˣ] | th [tʰ] / tȟ [tˣ] | čh [tʃʰ]         |           | kh [kʰ] / kȟ [kˣ] |           |           |
| occlusives | éjectives            | p’ [pʔ]           | t’ [tʔ]           | č’ [tʃʔ]         |           | k’ [kʔ]           |           |           |
| fricatives | sourdes              |                   | s [s]             | š [ʃ]            |           |                   | ȟ [χ]     |           |
| fricatives | voisées \|           | z [z]             | ž [ʒ]             |                  |           | ǧ [ʁ]             |           |           |
| fricatives | éjectives            |                   | s’ [sʔ]           | š’ [ʃʔ]          |           |                   | ȟ’ [χʔ]   |           |
| spirantes  | spirantes            | w [w]             |                   |                  | y [j]     |                   |           | h [h]     |

## Comparaison des dialectes

### Différences phonologiques
Du point de vue phonologique, le dakota oriental et le dakota occidental diffèrent particulièrement aux groupes consonantiques. Le tableau suivant montre les groupes consonantiques possibles et éclaire les différences entre les dialectes:
| groupes consonantiques dakotas | groupes consonantiques dakotas | groupes consonantiques dakotas | groupes consonantiques dakotas | groupes consonantiques dakotas | groupes consonantiques dakotas | groupes consonantiques dakotas | groupes consonantiques dakotas | groupes consonantiques dakotas | groupes consonantiques dakotas | groupes consonantiques dakotas |
|                                |                                |                                |                                |                                |                                |                                |                                | santee sisseton                | yankton                        | yanktonai                      |
| b                              | ȟ                              | k                              | m                              | p                              | s                              | š                              | t                              | h                              | k                              | g                              |
| ------------------------------ | ------------------------------ | ------------------------------ | ------------------------------ | ------------------------------ | ------------------------------ | ------------------------------ | ------------------------------ | ------------------------------ | ------------------------------ | ------------------------------ |
| bd                             | ȟč                             | kč                             | mn                             | pč                             | sč                             | šk                             | tk                             | hm                             | km                             | gm                             |
|                                | ȟd                             | kp                             |                                | ps                             | sk                             | šd                             |                                | hn                             | kn                             | gn                             |
|                                | ȟm                             | ks                             |                                | pš                             | sd                             | šb                             |                                | hd                             | kd                             | gd                             |
|                                | ȟn                             | kš                             |                                | pt                             | sm                             | šn                             |                                | hb                             | kb                             | gb                             |
|                                | ȟp                             | kt                             |                                |                                | sn                             | šp                             |                                |                                |                                |                                |
|                                | ȟt                             |                                |                                |                                | sp                             | št                             |                                |                                |                                |                                |
|                                | ȟb                             |                                |                                |                                | st                             | šb                             |                                |                                |                                |                                |
|                                |                                |                                |                                |                                | sb                             |                                |                                |                                |                                |                                |

Les deux dialectes diffèrent aussi au suffixe diminutif (-da en santee et -na en yankton/yanktonai et en sisseton) et en bien des autres questions phonétiques dont la catégorisation est plus difficile. Le tableau suivant donne des exemples de mots qui diffèrent phonologiquement:
| dakota oriental | dakota oriental | dakota occidental | dakota occidental | français  |
| santee          | sisseton        | yankton           | yanktonai         |           |
| --------------- | --------------- | ----------------- | ----------------- | --------- |
| hokšída         | hokšína         | hokšína           | hokšína           | garçon    |
| nína            | nína            | nína              | nína / dína       | très      |
| hdá             | hdá             | kdá               | gdá               | retourner |
| hbéza           | hbéza           | kbéza             | gbéza             | onduleux  |
| hnayáŋ          | hnayáŋ          | knayáŋ            | gnayáŋ            | duper     |
| hmúŋka          | hmúŋka          | kmúŋka            | gmúŋka            | piéger    |
| ahdéškada       | ahdéškana       | akdéškana         | agdéškana         | lézard    |

### Différences lexicales
Il y a aussi beaucoup de différences lexicales entre les deux dialectes dakotas, ainsi qu’entre les sous-dialectes. Le yankton-yanktonai est, en effet, plus proche, lexicalement, du lakota que du santee-sisseton. Le tableau suivant donne quelques exemples:
| français   | santee-sisseton | yankton-yanktonai | lakota               | lakota            |
| français   | santee-sisseton | yankton-yanktonai | lakota septentrional | lakota méridional |
| ---------- | --------------- | ----------------- | -------------------- | ----------------- |
| enfants    | šičéča          | wakȟáŋyeža        | wakȟáŋyeža           | wakȟáŋyeža        |
| genou      | hupháhu         | čhaŋkpé           | čhaŋkpé              | čhaŋkpé           |
| couteau    | isáŋ / mína     | mína              | míla                 | míla              |
| reins      | phakšíŋ         | ažúŋtka           | ažúŋtka              | ažúŋtka           |
| chapeau    | wapháha         | wapȟóštaŋ         | wapȟóštaŋ            | wapȟóštaŋ         |
| encore     | hináȟ           | naháŋȟčiŋ         | naháŋȟčiŋ            | naháŋȟčiŋ         |
| homme      | wičhášta        | wičháša           | wičháša              | wičháša           |
| avoir faim | wótehda         | dočhíŋ            | ločhíŋ               | ločhíŋ            |
| matin      | haŋȟ’áŋna       | híŋhaŋna          | híŋhaŋna             | híŋhaŋni          |
| raser      | kasáŋ           | kasáŋ             | kasáŋ                | glak’óǧa          |

### Différences grammaticales
Le yankton-yanktonai a les mêmes trois degrés d’alternance vocalique que le lakota (a, e, iŋ), tandis que dans le santee-sisseton il n’en existe que deux (a, e), ce qui a des  répercussions considérables au discours rapide (fast speech), raison supplémentaire d'une meilleure compréhensibilité mutuelle du yankton-yanktonai et du lakota que du  yankton-yanktonai avec le santee-sisseton. Voilà des exemples:
| français          | (s’en) aller (d'ici) | j’irai   | retourner | il/elle retournera |
| santee-sisseton   | yá                   | bdé kte  | hdá       | hdé kte            |
| yankton-yanktonai | yá                   | mníŋ kte | kdá/gdá   | kníŋ/gníŋ kte      |
| lakota            | yá                   | mníŋ kte | glá       | gníŋ kte           |

Il y a évidemment beaucoup d’autres différences grammaticales entre les dialectes.